# Carlos Luna (peintre)
Pour les articles homonymes, voir Carlos Luna et Luna.
Carlos Luna est un peintre cubain né en 1969 dans la province de Pinar del Río. Il vit actuellement à New York.